# Rob Kearney
Rob Kearney (ur. 26 marca 1986 w Dundalk) – irlandzki rugbysta występujący na pozycji obrońcy w zespole Leinster i reprezentacji kraju. Triumfator Pro12, Pucharu Heinekena oraz Pucharu Sześciu Narodów, a także trzykrotny uczestnik pucharu świata.

## Kariera klubowa
W dzieciństwie uprawiał futbol gaelicki w klubie Cooley Kickhams – przeszedł w nim wszystkie szczeble od drużyn dziecięcych do seniorskich, a po raz ostatni pojawił się w tej dyscyplinie w finale rozgrywek hrabstwa Louth w 2004 roku. W zespole tego hrabstwa występował natomiast w ogólnokrajowych rozgrywkach juniorskich. Jednocześnie grał w rugby union w miejscowym Dundalk RFC, a także podczas nauki w Clongowes Wood College. W szkole był członkiem odnoszącej sukcesy pierwszej drużyny, trenował też z regionalnym zespołem Leinster
. Związał się następnie z klubem University College Dublin R.F.C. i został wybrany do jej drużyny stulecia.
Reprezentował Leinster w zespołach U-18 i U-19, wystąpił także w zespole „A”, w pierwszej drużynie zadebiutował zaś w Lidze Celtyckiej przeciwko Ospreys we wrześniu 2005 roku. Triumfował z nią w sezonie 2007/2008. W latach 2010–2012 zespół trzykrotnie przegrywał ligowe finały, przełamał jednak złą passę w sezonie 2012/2013. Drużyna z Kearneyem w składzie odnosiła też sukcesy na arenie europejskiej – okazała się najlepsza w Pucharze Heinekena w sezonach 2008/2009, 2010/2011 i 2011/2012, wygrała także European Challenge Cup w sezonie 2012/2013.
Najlepszy dla zawodnika był rok 2012, w dziewięciu spotkaniach w europejskich pucharach zdobył sześć przyłożeń i został uznany najlepszym europejskim graczem, otrzymał również nagrody dla najlepszego zawodnika regionu oraz według IRUPA i dziennikarzy sportowych. Pomimo pojawiających się ofert z Francji wartych nawet pół miliona euro konsekwentnie przedłużał umowę z Leinster o kolejne dwa lata.

## Kariera reprezentacyjna
W 2004 roku otrzymał powołanie do reprezentacji U-18 i prócz testmeczów grał również w meczach z australijskimi zespołami regionalnymi. Rok później został mianowany kapitanem kadry U-19 na rozegrane w RPA mistrzostwa świata.
Na zgrupowania seniorskiej reprezentacji był powoływany przez Eddiego O’Sullivana w listopadzie 2005 roku, marcu 2006 roku oraz styczniu i marcu 2007 roku, jednak nie pojawił się w żadnym spotkaniu. W latach 2006–2007 występował natomiast w kadrze A, zarówno w Churchill Cup, jak i meczach towarzyskich. Ostatecznie zadebiutował meczem z Argentyną na początku czerwca 2007 roku. Po tym występie przygotowywał się z zespołem do zbliżającego się Pucharu Świata 2007, jednak nie znalazł się w składzie udającym się do Francji.
Na kolejne powołanie czekał zatem osiem miesięcy i zagrał przeciwko Włochom w ramach Pucharu Sześciu Narodów 2008. Do końca tych zawodów grał jako skrzydłowy będąc wyróżniającym się zawodnikiem słabo spisującej się drużyny. W kolejnych latach stał się członkiem wyjściowej piętnastki irlandzkiej reprezentacji, już w 2009 Kearney przyczynił się do zdobycia pierwszego od sześciu dekad Wielkiego Szlema. Kilka miesięcy później udał się do RPA na tournée British and Irish Lions 2009, po występach w spotkaniach towarzyskich pierwszy testmecz rozpoczął na ławce rezerwowych, a po kontuzji Lee Byrne'a znalazł się w podstawowym składzie na pozostałe dwa testmecze.
Odniesiona w listopadzie 2010 roku kontuzja i konieczna operacja wyeliminowały go z Pucharu Sześciu Narodów 2011. Po długiej rehabilitacji powrócił do kadry w sierpniu i został wymieniony w trzydziestoosobowym składzie na Puchar Świata w Rugby 2011. Profilaktycznie opuścił mecz z USA, wystąpił jednak w pozostałych czterech spotkaniach zakończonej na ćwierćfinale kampanii Irlandczyków.
Po raz drugi znalazł się w składzie British and Irish Lions w roku 2013. Wobec wysokiej formy Leigh Halfpenny'ego wystąpił jedynie w trzech spotkaniach z australijskimi zespołami Super Rugby. Drugi w karierze triumf w Pucharze Sześciu Narodów odniósł w 2014, został też nominowany do wyróżnienia dla najlepszego gracza zawodów.

## Sukcesy
- Puchar Sześciu Narodów: 2009, 2014
- Pro12: 2007/2008, 2012/2013
- Puchar Heinekena: 2008/2009, 2010/2011, 2011/2012
- European Challenge Cup: 2012/2013
- ERC European Player of the Year: 2012

## Varia
- W 2010 roku ukończył rozpoczęte sześć lat wcześniej studia ekonomiczne na University College Dublin[72][73].
- W roku 2013 został wybrany przewodniczącym IRUPA, irlandzkiego stowarzyszenia zawodowych rugbystów[74][75].
- Jego młodszy brat, Dave, również był reprezentantem kraju[76], resztę rodzeństwa stanowią George i Sara[77].